# Jocelyn Barrow
Jocelyn Barrow (Port-of-Spain, Trinitat i Tobago, 15 d'abril de 1929 - Londres, Anglaterra, 9 d'abril de 2020) va ser una educadora, activista i política britànic]a.
Directora del desenvolupament del Regne Unit a Focus Consultancy Ltd., va ser la primera dona negra a governar la British Broadcasting Corporation (BBC) i va ser fundadora i vicepresidenta del Consell per als Estàndards de Radiodifusió.

## Biografia
Nascuda a Port-of-Spain, va exercir una actitud política com a membre del Moviment Nacional del Poble. Va començar a formar-se com a professora, i el 1959 va viatjar a la Gran Bretanya per a cursar estudis de postgrau, assistint a la Universitat de Londres.
Barrow va ser membre fundador, secretari general i posteriorment vicepresident de la Campanya contra la Discriminació Racial (CARD), l'organització que entre 1964 i 1967 va impulsar la legislació i va ser responsable de la Llei de relacions racials de 1968.
Barrow també va ser un membre líder de la North London West Indian Association (NLWIA), constituïda el 1965 com a component principal de la Conferència Permanent de l'Índia Occidental, fundada el 1958 després de les revoltes de Notting Hill per parlar en nom dels indis del Oest; entre altres activitats, el NWLIA va respondre als prejudicis contra els nens negres en el sistema educació de l'Estat, que va ser exposat en un informe que es filtrava.
El 1968 fou nomenada vicepresidenta del Comitè de l'Any Internacional dels Drets Humans, i del 1968 al 1972 va ser membre de la Comissió de Relacions amb la Comunitat. Barrow també va ocupar el càrrec de vicepresident de la Unió Nacional de Gremis de Ciutadans.
Com a professora sènior, i més tard com a formadora de professors, al Furzedown Teachers College i a l'Institut d'Educació a la dècada de 1960, va ser pionera en la introducció de l'educació multicultural, posant l'accent en les necessitats de les diverses ètnies del Regne Unit. Va ser membre del Comitè de Governadors de l'Escola Taylor. El 1984 co-funda Arawidi Publications, una editorial infantil, amb Yvonne Collymore. Anomenat com a deïtat solar del Carib, Arawidi va publicar llibres infantils en diverses formes d'idiomes, inclosos els dialectes de l'Índia Occidental i el Glasgow.
Entre el 1981 i el 1988 va exercir com a governadora de la BBC, la primera dona negra que va ser designada al consell de la corporació. Barrow també va ser fundadora i vicepresidenta (1989–95) del Consell per als Estàndards de Radiodifusió, precursor d'Ofcom.
Va ser presidenta de la Comissió d'Alcaldia del Patrimoni Africà i Asiàtic (MCAAH) el 2005, creada per l'aleshores alcalde de Londres Ken Livingstone.
Va ser clau en la creació del Museu Internacional de l'Esclavitud, i també del Merseyside Maritime Museum de Liverpool. Va ser fideïcomissària dels museus i galeries nacionals de Merseyside i governadora del British Film Institute, així com el primer patró dels Black Cultural Archives (BCA).

## Reconeixements
El 1972, se li va concedir l'OFE per un treball en el camp de l'educació i les relacions amb la comunitat. El 1992, la seva tasca en radiodifusió i la seva contribució a la tasca de la Unió Europea com a membre del Regne Unit al Comitè Econòmic i Social va ser reconeguda pel fet de ser nomenada DBE, la primera dona negra que va ser honrada com a "Dame".
Va ser votada com una de les "100 grans britàniques negres" a la campanya llançada per Every Generation Media el 2003.
Va rebre doctorats honoris causa per la Universitat de Greenwich el 1993 i per la Universitat de York el 2007.